# Джармата
Джармата (рум. Giarmata) — село у повіті Тіміш в Румунії. Входить до складу комуни Джармата.
Село розташоване на відстані 406 км на північний захід від Бухареста, 10 км на північний схід від Тімішоари.

## Населення
За даними перепису населення 2002 року у селі проживали 4405 осіб.
Національний склад населення села:
| Національність | Кількість осіб | Відсоток |
| -------------- | -------------- | -------- |
| румуни         | 4279           | 97,1%    |
| угорці         | 68             | 1,5%     |
| німці          | 21             | 0,5%     |
| українці       | 15             | 0,3%     |
| цигани         | 5              | 0,1%     |
| серби          | 5              | 0,1%     |

Рідною мовою назвали:
| Мова       | Кількість осіб | Відсоток |
| ---------- | -------------- | -------- |
| румунська  | 4307           | 97,8%    |
| угорська   | 56             | 1,3%     |
| німецька   | 19             | 0,4%     |
| українська | 10             | 0,2%     |
| циганська  | 5              | 0,1%     |